# Barabazar
Barabazar è una suddivisione dell'India, classificata come census town, di 7.572 abitanti, situata nel distretto di Purulia, nello stato federato del Bengala Occidentale. In base al numero di abitanti la città rientra nella classe V (da 5.000 a 9.999 persone).

## Geografia fisica
La città è situata a 22° 34' 0 N e 88° 20' 60 E e ha un'altitudine di 14 m s.l.m..

## Società

### Evoluzione demografica
Al censimento del 2001 la popolazione di Barabazar assommava a 7.572 persone, delle quali 4.009 maschi e 3.563 femmine. I bambini di età inferiore o uguale ai sei anni assommavano a 1.015, dei quali 549 maschi e 466 femmine. Infine, coloro che erano in grado di saper almeno leggere e scrivere erano 5.074, dei quali 3.019 maschi e 2.055 femmine.